# Paul Lambert (Fahrsportler)
Paul Marie Victor Lambert (* 27. März 1876 in Mons; † unbekannt) war ein belgischer Gespannfahrer.
Lambert nahm an den Olympischen Sommerspielen 1900 in Paris im Gespannfahren teil. Auch wenn das IOC den Wettbewerb des Gespannfahrens zunächst als „nicht-olympischen Wettbewerb“ kategorisierte, so war diese Disziplin offiziell integrierter Bestandteil der Sommerolympiade. Sie wird heute in den Ergebnisdatenbanken des IOC als „Medal Discipline“ (dt. „Medaillendisziplin“) geführt. Welchen Platz genau Lambert belegt hatte, wurde nicht notiert, weil er nicht auf die ersten vier gekommen war und somit keine Medaille gewonnen hatte.